# Police fédérale (Brésil)
Pour les articles homonymes, voir Police fédérale.
La police fédérale brésilienne est une unité de police chargée des crimes et des domaines ne relevant pas de la compétence des polices civile et militaire. Elle constitue la seule force de police du District fédéral. Elle comprend 8 000 hommes. Elle ne doit pas être confondue avec la police fédérale des routes.

## Histoire
La PF est né comme police du district de Rio de Janeiro en 1808. Elle obtint ses compétences nationales en 1944 et connut de multiples réformes notamment en 1946 et 1977. En 1960, elle installa son quartier général à Brasilia.

## Maillage territorial du Brésil
La police fédéral brésilienne  a divisé sa juridiction nationale en cinq départements :
- le département Centre-Ouest, qui regroupe les surintendances régionales du Goiás, du Mato Grosso et du Mato Grosso do Sul, ainsi que le District fédéral.

- le département  Nord-Est, qui regroupe les surintendances du Maranhão, du Piauí, du Ceará, du Rio Grande do Norte, de la Paraíba, du Pernambouc, de l'Alagoas, du Sergipe et de Bahia.

- le départementrégion Nord, qui regroupe les surintendances de l'Acre, de l'Amazonas, du Roraima, du Rondônia, du Pará, de l'Amapá et du Tocantins.

- le département Sud-Est, qui regroupe les surintendances du Minas Gerais, de l'Espírito Santo, de Rio de Janeiro et de São Paulo.

- le département Sud, qui regroupe les surintendances du Paraná, de Santa Catarina et du Rio Grande do Sul.

## Missions
La PFB, en plus de maintenir l'ordre à Brasilia, doit lutter :
- le terrorisme
- la cybercriminalité
- le crime organisé, et donc le narcotrafic et le blanchiment d'argent,
- la criminalité  financière,
- le trafic d'armes
- les violations des droits des Amérindiens.

Ainsi, il contrôle le commerce d'armes et la détention d'armes par les citoyens au Brésil.
De plus, elle gère aussi le fichier national des empreintes digitales et génétique et assiste les autres polices brésiliennes à leur demande.
Elle assure enfin les relations entre la police brésilienne et les polices étrangères.

## Moyens
À sa sortie de l'École nationale de police, chaque nouveau policier fédéral perçoit un Glock 17, un Glock 19 ou un Glock 26 selon ses préférences. 
Des armes d'épaules diverses incluant des Colt M4, HK G36K, HK MP5, HK416, HK417, HK MSG90, SIG-550 et Blaser R93 Tactical sont utilisées en cas de situation critique. Récemment furent acquises des mitrailleuses HK MG4 par la police fédérale brésilienne.
De plus, ses membres roulent dans les véhicules sérigraphiés suivants :

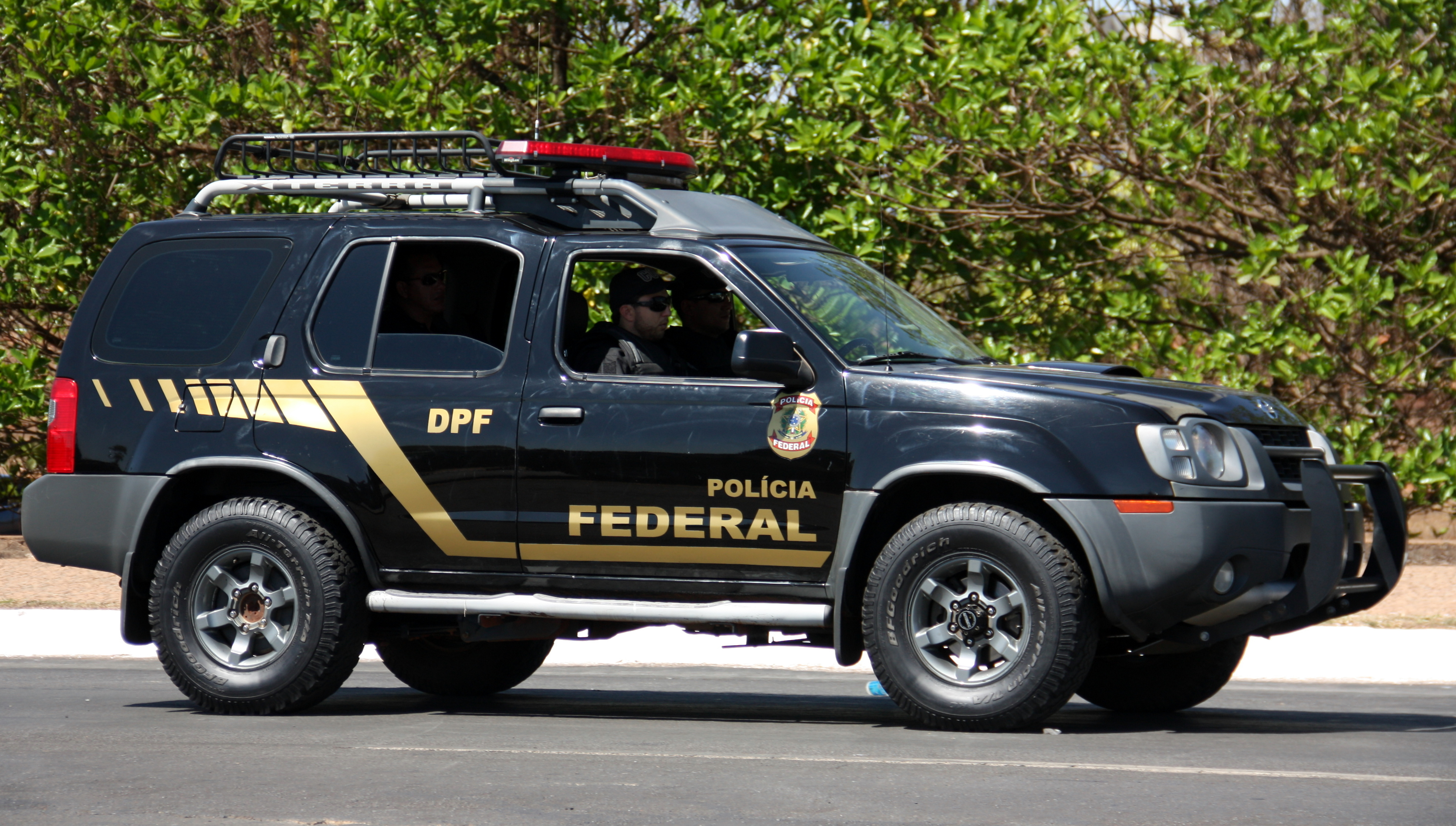
Nissan X-Terra
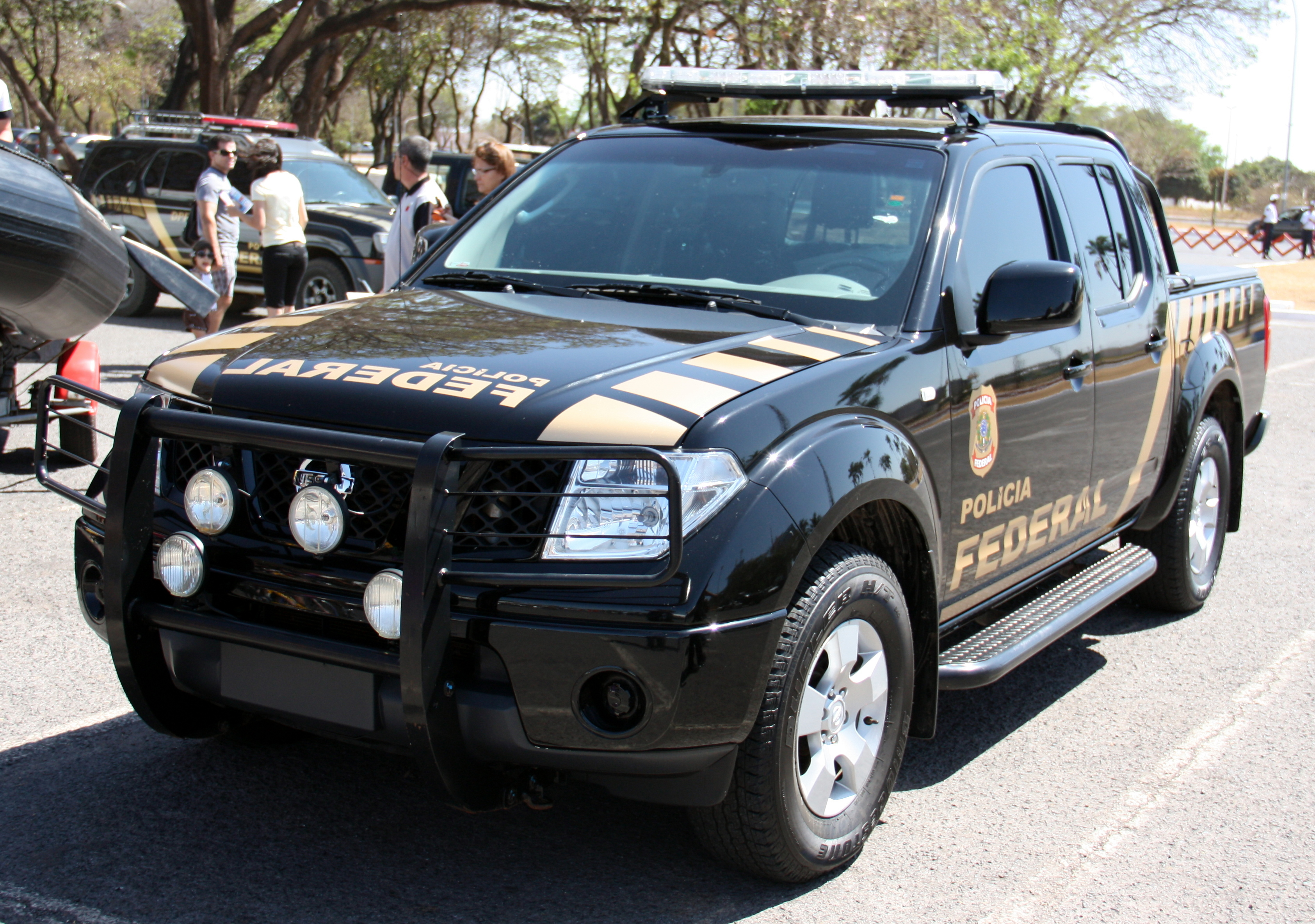
Nissan Frontier
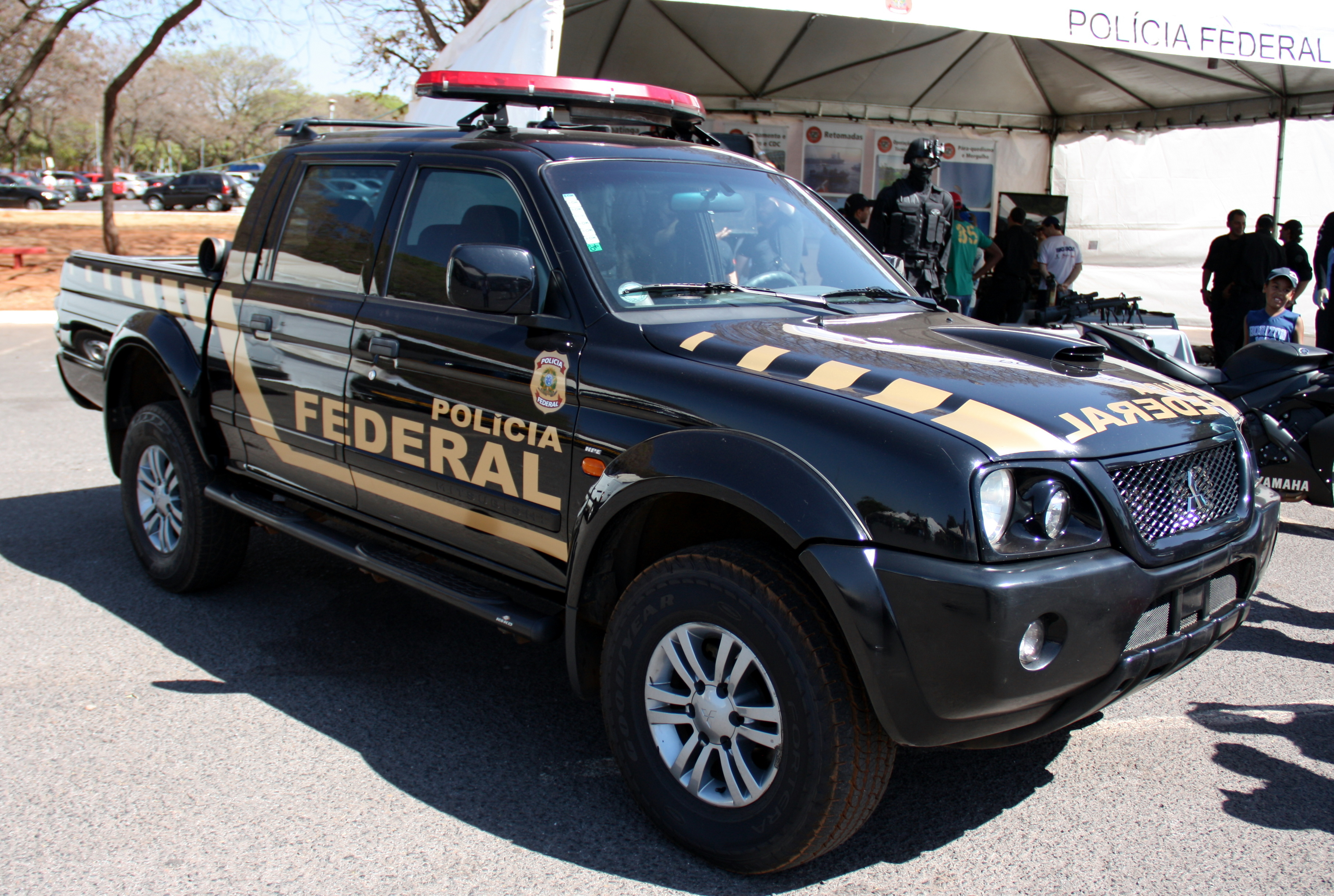
Mitsubishi L200
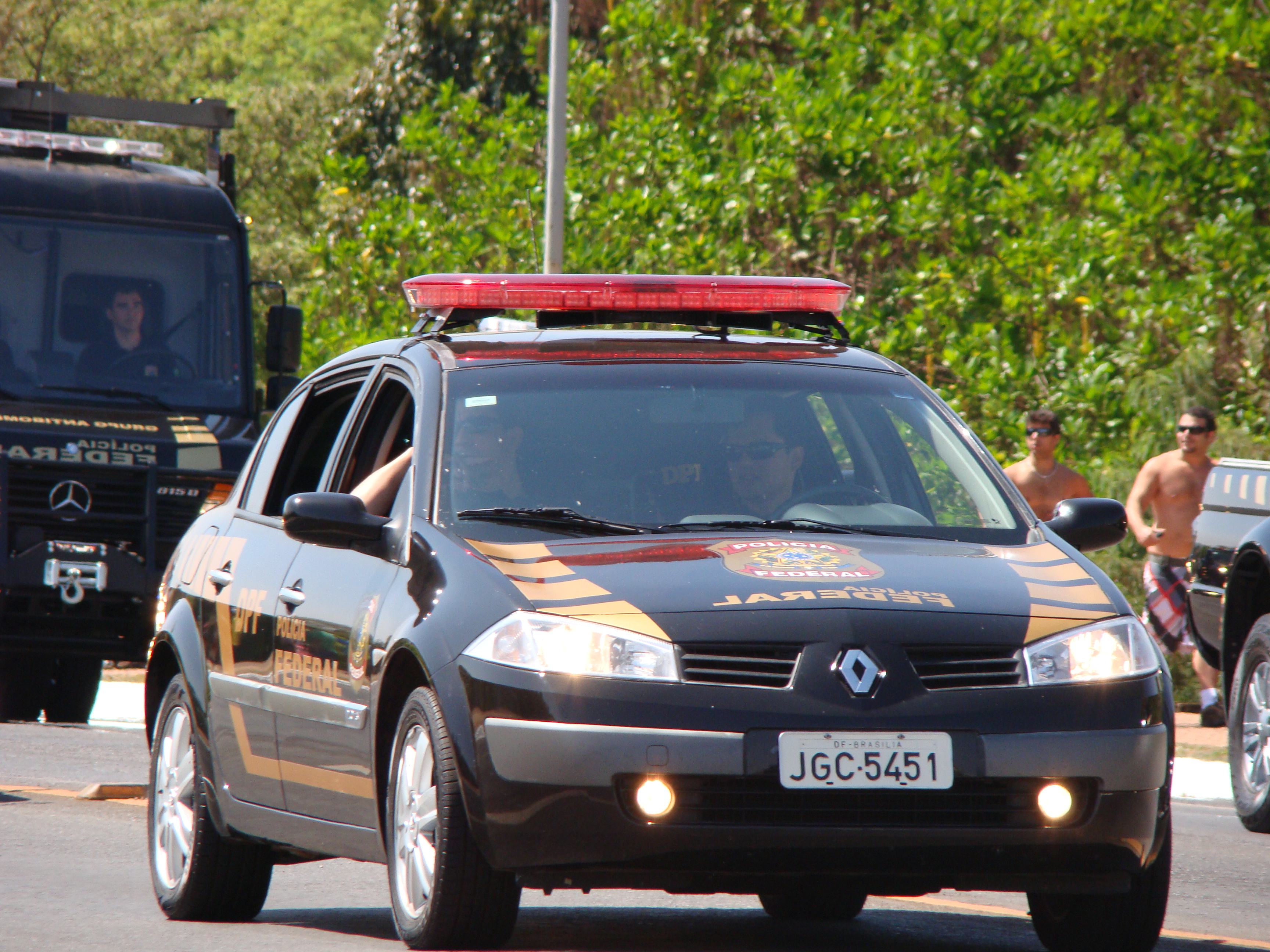
Renault Megane
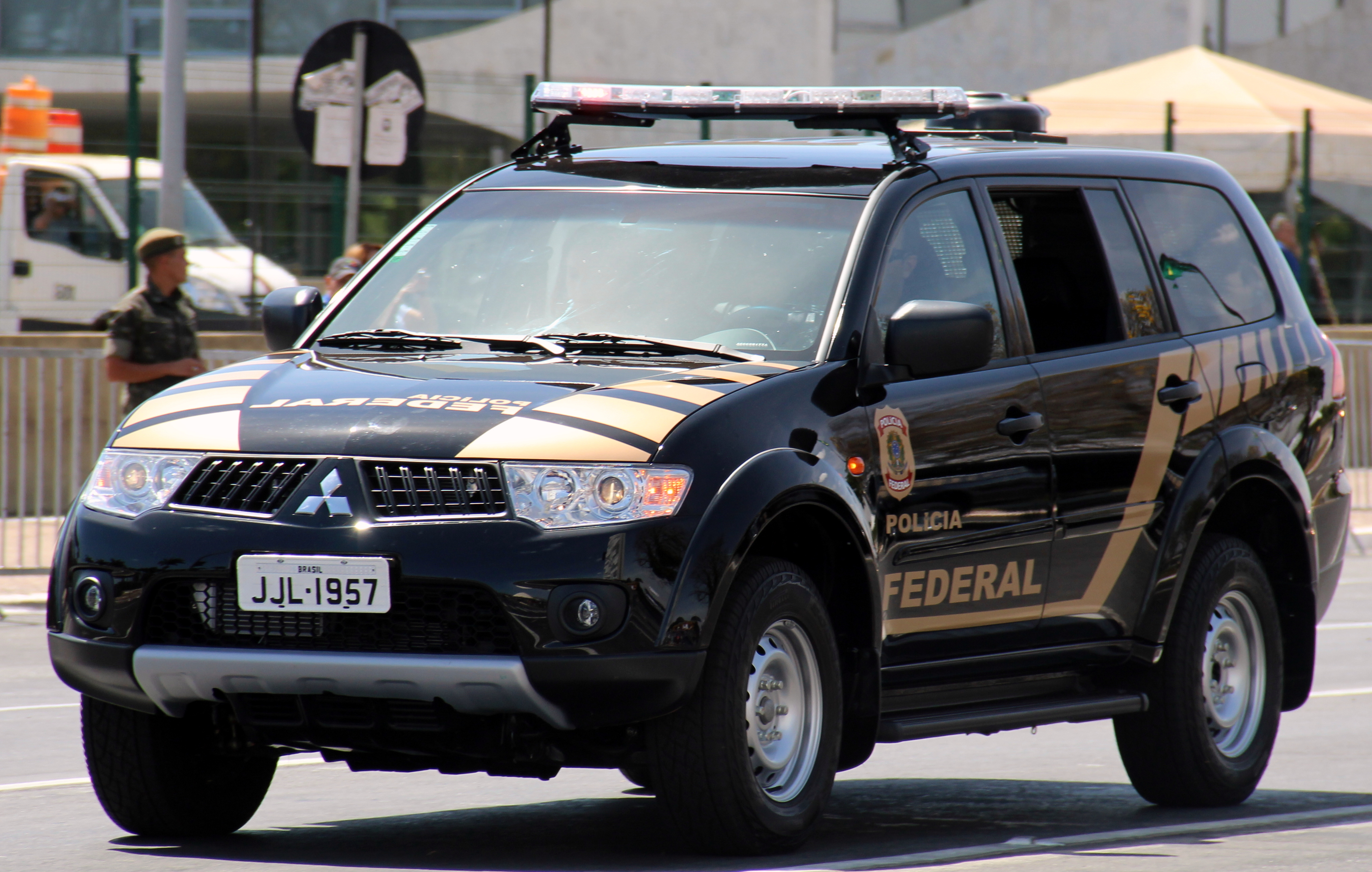
Mitsubishi Pajero
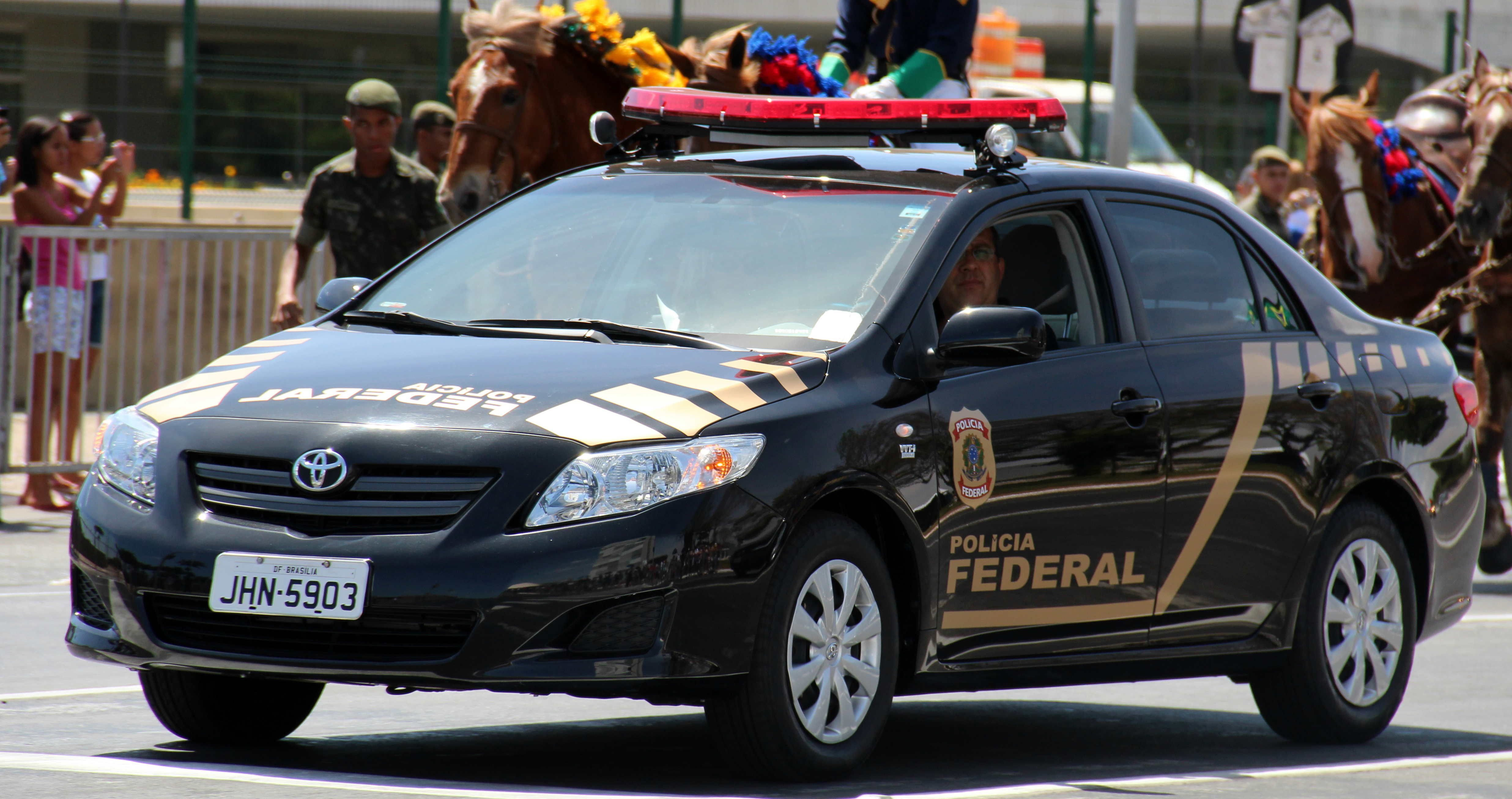
Toyota Corolla
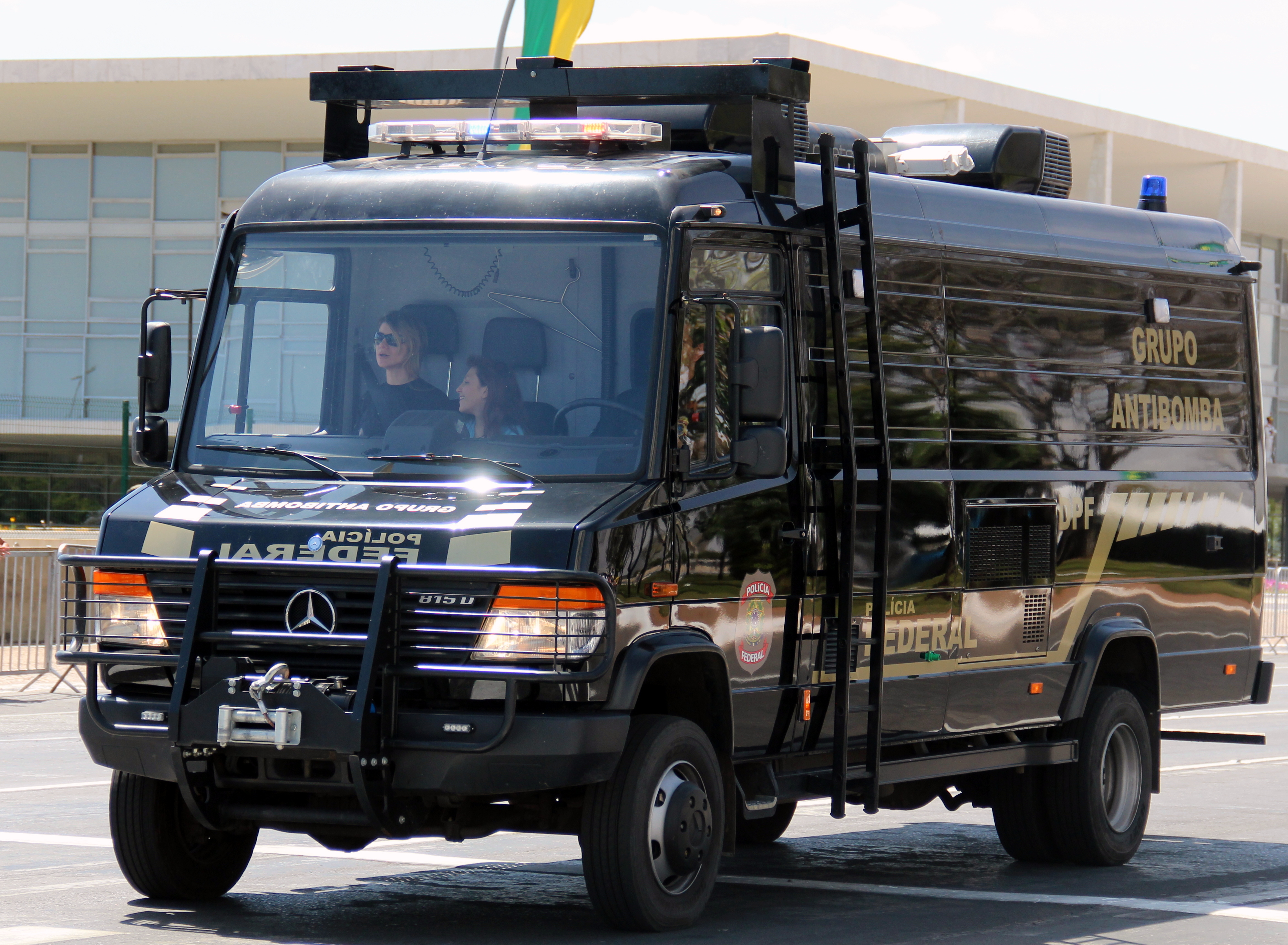
Mercedes-Benz Vario